# استوک آپان ترنت
استوک آپان ترنت (به انگلیسی: Stoke-upon-Trent) یک شهرک در بریتانیا است که در انگلستان واقع شده‌است.